# Аракелян, Седрак Аракелович
Седрак Аракелович Аракелян (арм. Առաքելյան Սեդրակ Առաքելի; 17 (29) января 1884, Джаук — 6 марта 1942, Ереван, Армянская ССР) — русский и армянский художник. Заслуженный деятель искусств Армянской ССР (1935).

## Биография
Родился 17 декабря (29 декабря по новому стилю) 1884 года в местечке Джаук (по другим данным в Нахичевани).
Обучался художественному искусству в Художественных классах при Кавказском обществе поощрения изящных искусств в Тифлисе под руководством Эгиша Тадевосяна. Затем в 1916 году окончил Московское училище живописи, ваяния и зодчества, где учился у С. В. Иванова, К. А. Коровина и А. Е. Архипова. Был экспонентом Товарищества передвижных художественных выставок.
В 1920 году Аракелян вернулся в Армению и включился в культурную жизнь страны. Здесь он занимался творчеством и общественной деятельностью — организовал Общество работников изобразительных искусств, которое стало первым художественным объединением в Советской Армении. Через пять лет данное общество примкнуло к Армянскому филиалу Ассоциации художников революционной России. Параллельно с общественной деятельностью Аракелян вёл и педагогическую — он преподавал в Ереванском художественно-промышленном техникуме.
Умер 6 марта 1942 года в Ереване.

## Труды
Работы Аракеляна находятся в Картинной галерее Армении (Ереван), в Третьяковской галерее и других.

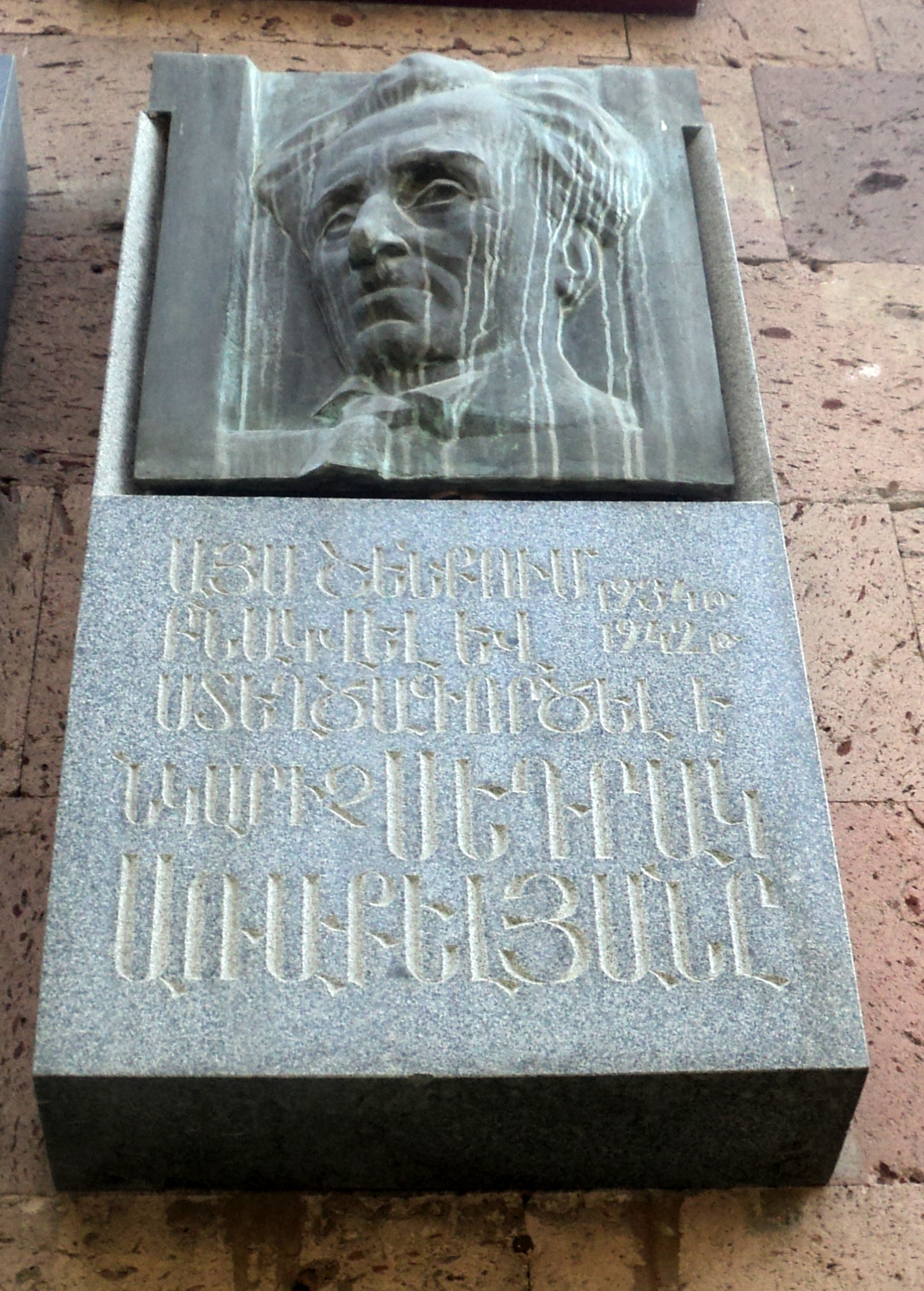
Мемориальная доска С. Аракеляну в Ереване

## Память
- Мемориальная доска в Ереване (ул. Абовяна, 32)

## Награды
- Заслуженный деятель искусств Армянской ССР (1935).